# كريستي جولد
كريستي جولد (بالإنجليزية: Kristi Gold)‏ هي كاتِبة أمريكية، ولدت في 1950 في الولايات المتحدة.